# Situs inversus

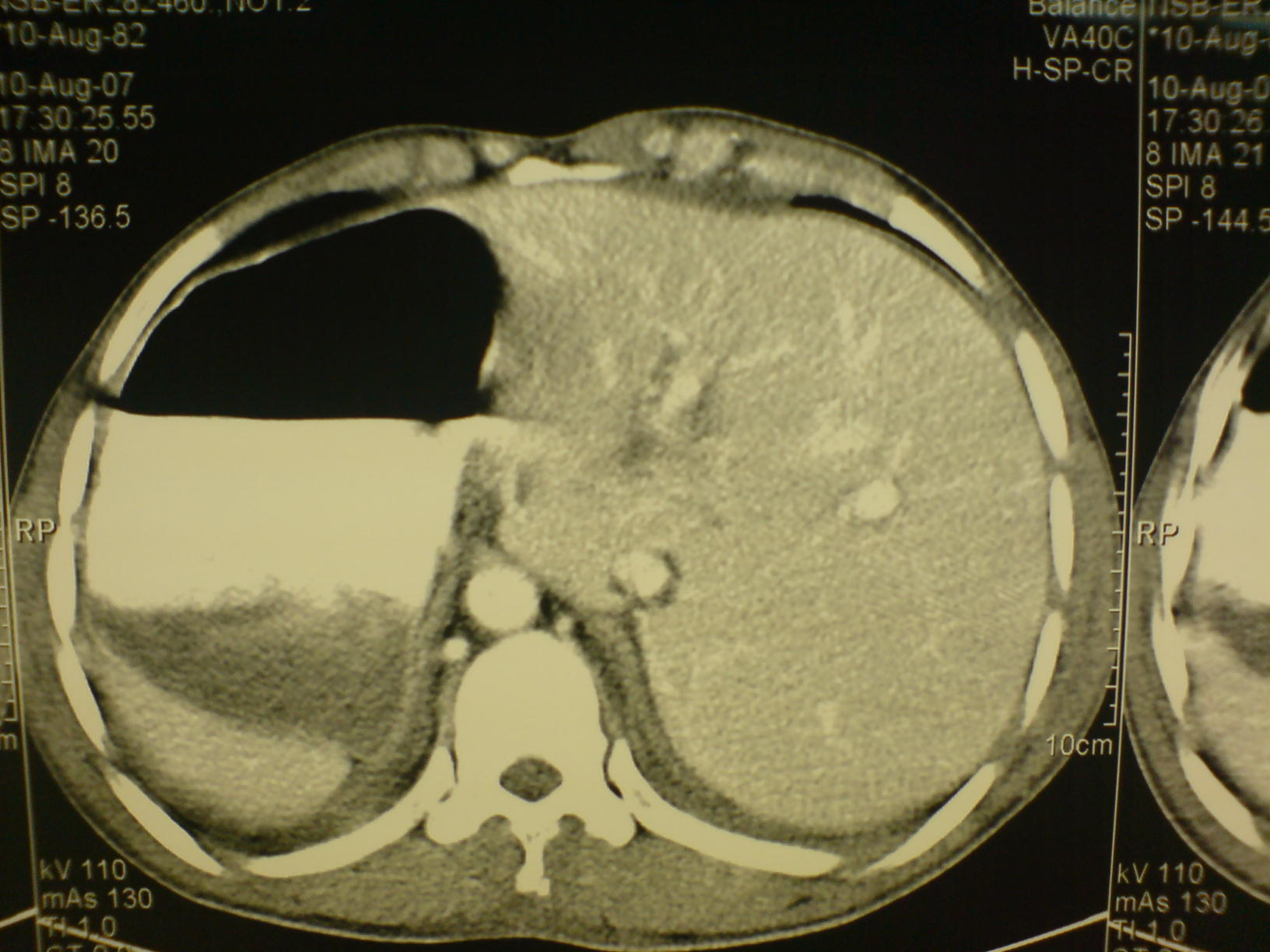
scanner Situs inversus

El situs inversus es una extraña anomalía congénita que puede afectar a varios órganos y tiene un carácter genético. Consiste en una alteración en la alineación de los órganos dentro del cuerpo, por la que estos se encuentran en el lado opuesto (imagen de espejo).
El término situs inversus es la forma abreviada de la expresión latina, situs inversus viscerum, que significa «posición invertida de los órganos internos». La dextrocardia (el corazón situado en la parte derecha del tórax) fue descrita por primera vez por Marco Aurelio Severino en 1643. Sin embargo, el situs inversus fue descrito un siglo más tarde por Matthew Baillie.
Generalmente va asociado a otras malformaciones, tales como poliesplenia, Síndrome de Kartagener, etc. Suele representar un serio riesgo para la vida pues en la mayoría de los casos va acompañado de malformaciones cardíacas (véase Dextrocardia). También representa un problema en cuanto a la presentación de síntomas de algunas enfermedades, por ejemplo, la apendicitis en un paciente con situs inversus presenta el dolor en el lado izquierdo, al igual que en el caso de un infarto al corazón en el cual el dolor característico se ubica en el brazo derecho.
Lo más recomendable, en el caso de que se opte por una cirugía, es recopilar la mayor cantidad de información posible, debido a posibles complicaciones que pueden no haber sido descubiertas con exámenes demasiados superficiales.
Es posible que el intercambio de lateralidad cerebral psicomotriz sea también un caso común de situs inversus.

## Causa
Se sabe que la discinesia ciliar primaria (síndrome de los cilios inmóviles) genera con frecuencia situs inversus. Además de los cilios con el patrón de microtúbulos 9+2 se han encontrado otro tipo ciliar con una organización microtubular 9+0. Los cilios con este patrón carecen de un par central de microtúbulos. Estos cilios aparecen en una gran variedad de células y reciben el nombre de monocilios o cilios primarios, porque cada célula solamente posee uno solo. Antes los monocilios se clasificaban como vestigios no funcionales de cilios 9+2 resultante de un desarrollo anómalo. Sin embargo, varios estudios recientes indican que algunos monocilios son móviles y cumplen una función en el desarrollo embrionario inicial al generar la simetría bilateral (derecha-izquierda) de los órganos internos. Estos monocilios contienen proteínas motoras asociadas con los microtúbulos (dineínas) y son capaces de realizar un movimiento rotatorio. Durante la gastrulación en la superficie ventral del disco embrionario bilaminar se ha observado una rotación de los monocilios en el sentido de las agujas del reloj. El movimiento de los monocilios en la región conocida como nodo o nódulo primario genera un flujo hacia la izquierda o “flujo nodal”. Este flujo es detectado por receptores sensitivos en el lado izquierdo del cuerpo; luego esos receptores inician mecanismos de señalización que difieren de los del lado derecho del embrión. Cuando los cilios nodales son inmóviles o el flujo nodal no se produce, esto conduce a una ubicación aleatoria de los órganos internos del cuerpo.